# Argidava sparsularia
Argidava sparsularia là một loài bướm đêm trong họ Geometridae.